# Глизе 3512
Глизе 3512 (англ. Gliese 3512) — одиночная звезда в созвездии Большой Медведицы на расстоянии приблизительно 30 световых лет (около 9,5 парсек) от Солнца. Видимая звёздная величина звезды — +10,92m.
Вокруг звезды обращается, как минимум, две планеты.

## Характеристики
Глизе 3512 — красный карлик спектрального класса M5,5V, или M5,5. Масса — около 0,123 солнечной, радиус — около 0,139 солнечного, светимость — около 0,00157 солнечной. Эффективная температура — около 3081 К.

## Планетная система
26 сентября 2019 года группой астрономов было объявлено об открытии планет GJ 3512 b и GJ 3512 c.